# Andries Benedetti

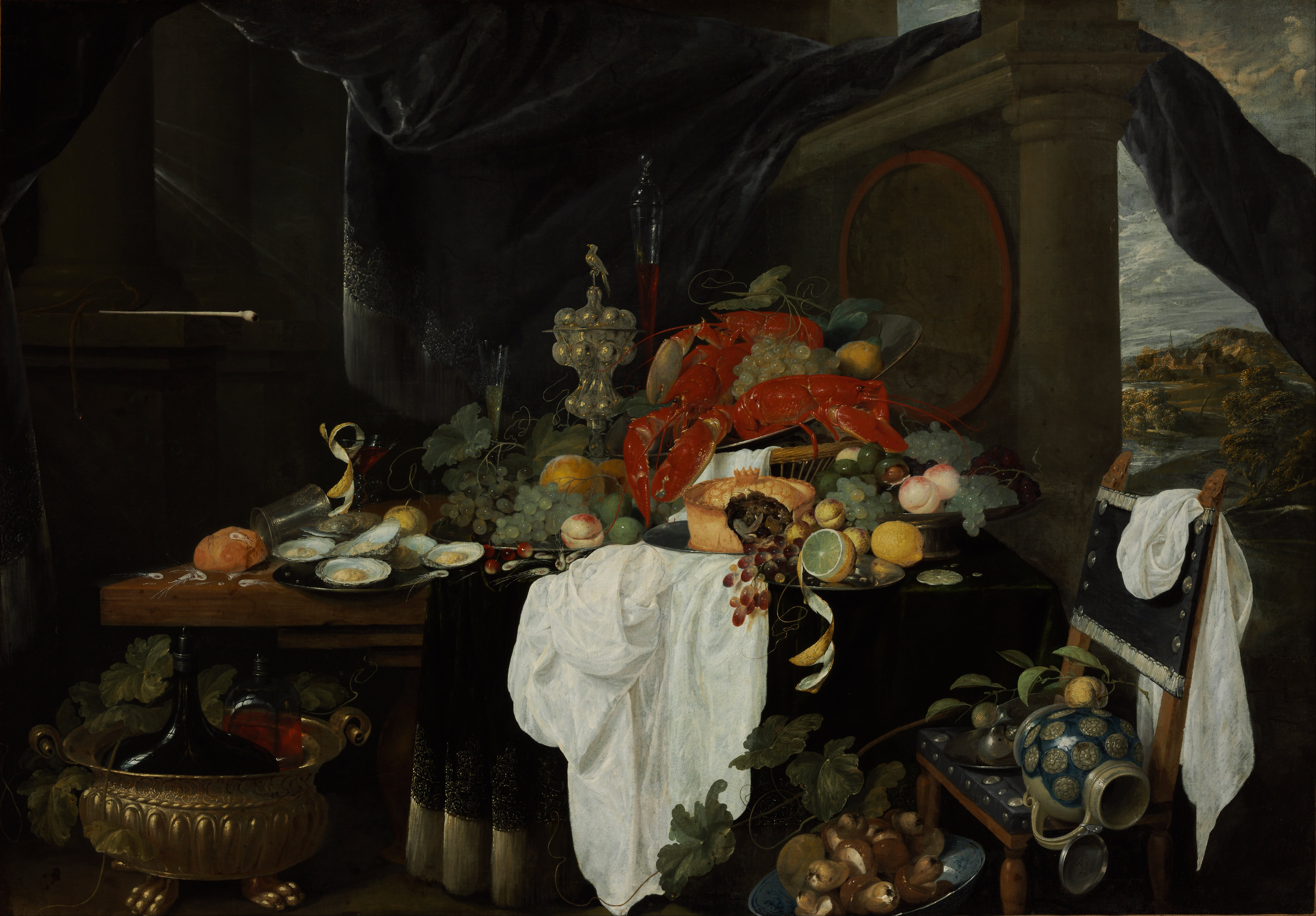
Pronkstilleven

Andries Benedetti of Andreas Benedetti  (1615/18 - na 1649 en voor 1660) was een Vlaamse stillevenschilder die voornamelijk in Antwerpen actief was en bekend is om zijn fruitstillevens en pronkstillevens.

## Biografie
Er is weinig bekend over zijn afkomst, en er is onzekerheid over zijn geboorteplaats. De bewering van een kunsthistoricus dat hij in Parma in Italië is geboren, wordt niet door bewijsmateriaal gestaafd.  Hij was de zoon van de Italiaanse immigrant Pietro Benedetti (overleden voor 1638) en Maria Torres die in 1598 in de Antwerpse kathedraal trouwden. Hij had minstens één zus en drie broers, allemaal geboren in Antwerpen tussen 1603 en 1612. De eerste duidelijke vermelding van de kunstenaar dateert uit 1636 toen hij werd ingeschreven bij het Antwerpse Sint-Lucasgilde als leerling van Vincent Cernevael. Hij volgde ook een opleiding bij Jan Davidsz. de Heem, een vooraanstaande Nederlandse stillevenschilder die vanaf het midden van de jaren 1630 actief was in Antwerpen. Hij betaalde de Heem 50 gulden voor een leertijd van twee jaar vanaf 13 september 1638.

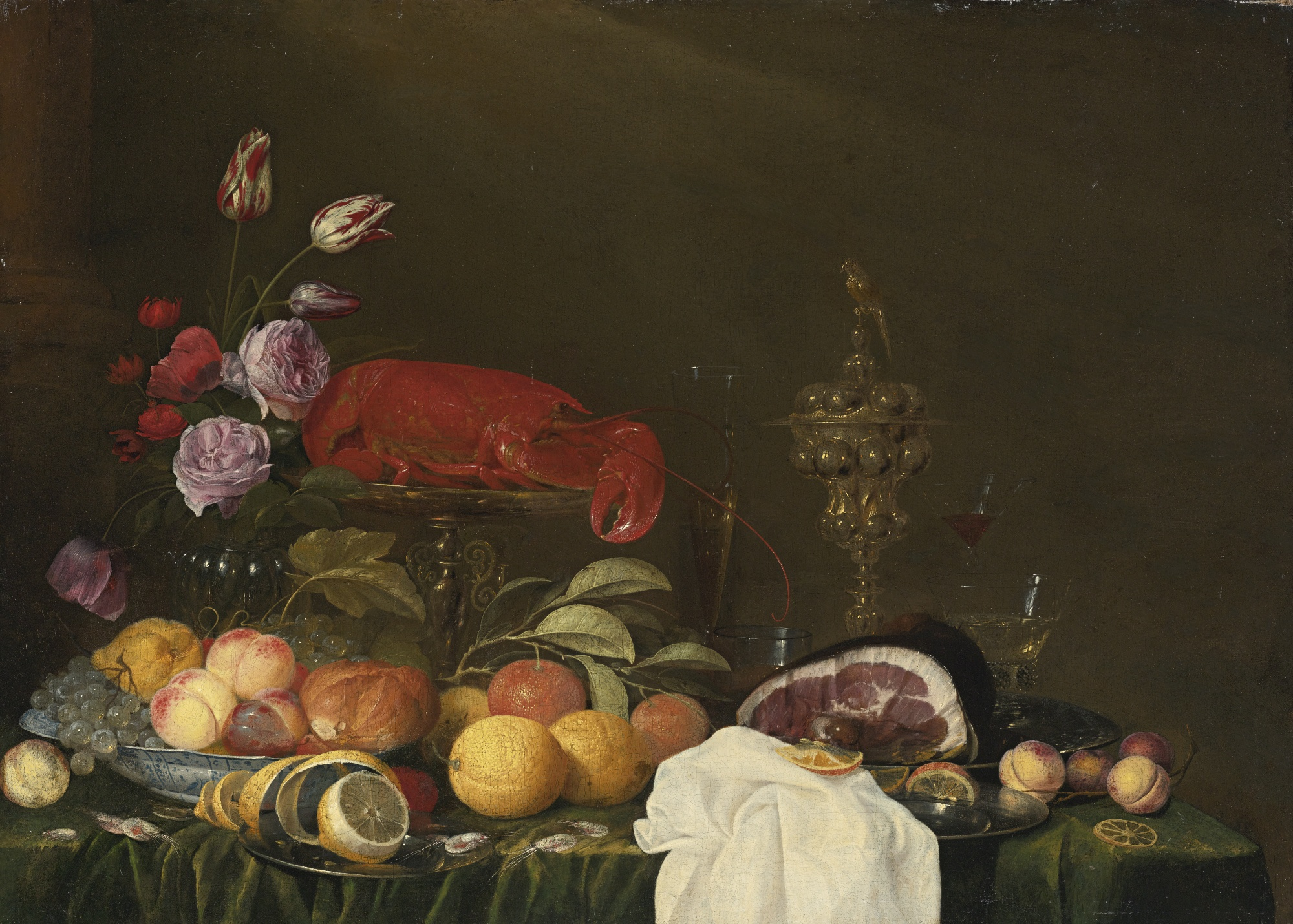
Een vaas met rozen en tulpen, een ham op een tinnen bord, glaswerk, een kreeft en fruit op een richel

Hij werd een meester in het Antwerpse Sint-Lucasgilde in 1640. Jan Baptist Lust was bij hem in de leer in 1649. Hij overleed mogelijk in Alkmaar of Italië, maar hievover bestaat geen zekerheid.

## Werken
Hij is bekend voor zijn stillevens in de stijl van de Heem.  Zijn stijl, zeer dicht bij de Heem, wordt gekenmerkt door een rijke versiering van zijn composities, meer sierlijk dan zijn meester, en het gebruik van een lichte penseel aangebracht met weinig vet.